# HD 47366
HD 47366是一顆在天球上位於大犬座的恆星，視星等6.12，接近人類肉眼可見恆星最低亮度極限。根據波特尔暗空分类法，必須在無光害的鄉村夜空才能以肉眼看到它。依巴谷卫星以恆星視差量測其距離約為261光年（80秒差距）。

## 概要
HD 47366是一顆光譜型 K1III 的巨星。根據光譜資料觀測，其質量大約是1.81倍太陽質量，年齡大約是16億年，因此可推測它的演化階段已經離開了主序星時期。HD 47366的半徑大約是7.3倍太陽半徑，光度是太陽的26倍，表面有效溫度4722 K。它的投影自轉速度4.3 km/s，代表它的自轉周期在86日以下。

## 行星系統
2016年時，一組天文學家報告在HD 47366旁發現兩顆巨行星。對HD 47366的徑向速度量測顯示恆星旁的行星重力使恆星的運動受到擾動。初步的最佳資料擬合結果顯示有兩個周期存在：一顆軌道周期約1年和另一顆軌道周期約2年的行星。這兩顆行星的預測質量都高於木星，其質量下限分別為木星的1.8和1.9倍。但直到得知這兩顆行星的軌道傾角以前人無法得知其實際質量。
| 成員 (依恆星距離) | 质量                 | 半長軸 (AU)        | 轨道周期 (天)  | 離心率             | 傾角 | 半径 |
| ----------------- | -------------------- | ------------------ | -------------- | ------------------ | ---- | ---- |
| b                 | ≥ 1.75+0.20 −0.17 MJ | 1.214+0.030 −0.029 | 363.3+2.5 −2.4 | 0.089+0.079 −0.060 | —    | —    |
| c                 | ≥ 1.86+0.16 −0.15 MJ | 1.853+0.045 −0.045 | 684.7+5.0 −4.9 | 0.278+0.069 −0.094 | —    | —    |

## 外部連結
- Nowakowski, Tomasz, , Physorg.org, January 21, 2016  [2016-02-18], （原始内容存档于2020-11-29）.